# Kanton Bellerive-sur-Allier
Bellerive-sur-Allier is een kanton van het Franse departement Allier. Het kanton maakt deel uit van het arrondissement Vichy.
 Het telt 19.014 inwoners in 2018.

Het kanton  werd gevormd ingevolge het decreet van 27 februari 2014 met uitwerking op 22 maart 2015. 

## Gemeenten
Het kanton Bellerive-sur-Allier omvat volgende gemeenten, alle afkomstig van het opgeheven kanton Escurolles:
- Bellerive-sur-Allier
- Broût-Vernet
- Brugheas
- Cognat-Lyonne
- Escurolles
- Espinasse-Vozelle
- Hauterive
- Saint-Didier-la-Forêt
- Saint-Pont
- Serbannes
- Vendat